# Lisa Vittozzi
Lisa Vittozzi (Pieve di Cadore, 4 februari 1995) is een Italiaanse biatlete.

## Carrière
Bij haar wereldbekerdebuut, in december 2014 in Östersund, scoorde Vittozzi direct haar eerste wereldbekerpunten. Tijdens de wereldkampioenschappen biatlon 2015 in Kontiolahti eindigde ze als zestigste op de 7,5 kilometer sprint en als 41e op de aansluitende 10 kilometer achtervolging. Op de 4x6 kilometer estafette veroverde ze samen met Karin Oberhofer, Nicole Gontier en Dorothea Wierer de bronzen medaille.
Op de wereldkampioenschappen biatlon 2016 in Oslo eindigde de Italiaanse deel als twintigste op de 7,5 kilometer sprint en als dertiende op de aansluitende 10 kilometer achtervolging, op de 12,5 kilometer massastart eindigde ze op de zeventiende plaats. Samen met Karin Oberhofer, Alexia Runggaldier en Dorothea Wierer eindigde ze als zevende op de 4x6 kilometer estafette.
Op de wereldkampioenschappen biatlon 2017 in Hochfilzen eindigde de Italiaanse als 36e op de 15 kilometer individueel. Op de 7,5 kilometer sprint eindigde ze net naast het podium als vierde, op de daaropvolgende 10 kilometer achtervolging eindigde ze op de veertiende plaats. Op de 12,5 kilometer massastart behaalde ze de elfde plaats. Op de estafette eindigde ze samen met Dorothea Wierer, Federica Sanfilippo en Alexia Runggaldier op de vijfde plaats, samen met Dorothea Wierer, Lukas Hofer en Dominik Windisch eindigde ze als vierde op de gemengde estafette.
Op de Olympische winterspelen in Pyeongchang won ze de bronzen medaille in de gemengde estafette, samen met Dorothea Wierer, Dominik Windisch en Lukas Hofer. In het estafettenummer bij de vrouwen eindigde ze met haar landgenotes op de negende plaats. Bij de massastart eindigde ze als vierde en bij de 7,5 kilometer sprint werd ze zesde.

## Resultaten

### Olympische Winterspelen
| Jaar | Plaats      | Onderdeel   | Onderdeel | Onderdeel     | Onderdeel  | Onderdeel | Onderdeel          |
| Jaar | Plaats      | Individueel | Sprint    | Achtervolging | Massastart | Estafette | Gemengde estafette |
| ---- | ----------- | ----------- | --------- | ------------- | ---------- | --------- | ------------------ |
| 2018 | Pyeongchang | 32e         | 6e        | 11e           | 4e         | 9e        | ↑                  |
| 2022 | Peking      | 76e         | 36e       | 32e           | –          | 5e        | 9e                 |

### Wereldkampioenschappen
| Jaar | Plaats            | Onderdeel   | Onderdeel | Onderdeel     | Onderdeel  | Onderdeel | Onderdeel          | Onderdeel                 | Onderdeel |
| Jaar | Plaats            | Individueel | Sprint    | Achtervolging | Massastart | Estafette | Gemengde estafette | Single gemengde estafette |           |
| ---- | ----------------- | ----------- | --------- | ------------- | ---------- | --------- | ------------------ | ------------------------- | --------- |
| 2015 | Kontiolahti       | –           | 59e       | 40e           | –          | 3e        | –                  |                           |           |
| 2016 | Oslo Holmenkollen | –           | 20e       | 13e           | 17e        | 7e        | –                  |                           |           |
| 2017 | Hochfilzen        | 36e         | 4e        | 14e           | 11e        | 5e        | 4e                 |                           |           |
| 2019 | Östersund         | Zilver      | 21e       | 10e           | 8e         | 10e       | Brons              | –                         |           |
| 2020 | Antholz           | 71e         | 6e        | 27e           | 30e        | 10e       | Zilver             | –                         |           |
| 2021 | Pokljuka          | 38e         | 5e        | 48e           | 5e         | 9e        | 6e                 | –                         |           |
| 2023 | Oberhof           | Brons       | 5e        | –             | 22e        | Goud      | Zilver             | Brons                     |           |
| 2024 | Nove Mesto        | Goud        | 7e        | Zilver        | Zilver     | 11e       | 10e                | Zilver                    |           |

### Wereldkampioenschappen junioren
| Jaar | Plaats | Onderdeel   | Onderdeel | Onderdeel     | Onderdeel |
| Jaar | Plaats | Individueel | Sprint    | Achtervolging | Estafette |
| ---- | ------ | ----------- | --------- | ------------- | --------- |
| 2015 | Minsk  | 8e          | 7e        | 4e            | –         |

### Wereldbeker
Eindklasseringen
| Seizoen   | Algemeen | Individueel | Sprint | Achtervolging | Massastart |
| --------- | -------- | ----------- | ------ | ------------- | ---------- |
| 2014/2015 | 66e      | –           | 61e    | 59e           | –          |
| 2015/2016 | 40e      | –           | 34e    | 40e           | 40e        |
| 2016/2017 | 27e      | 22e         | 14e    | 67e           | 36e        |
| 2017/2018 | 6e       | 7e          | 8e     | 18e           | 12e        |
| 2018/2019 | Zilver   | Goud        | 4e     | 4e            | 12e        |
| 2019/2020 | 10e      | 12e         | 7e     | 15e           | 10e        |
| 2020/2021 | 16e      | 34e         | 14e    | 31e           | 19e        |
| 2021/2022 | 31e      | 24e         | 27e    | 30e           | 35e        |
| 2022/2023 | Brons    | Goud        | 6e     | 4e            | 7e         |
| 2023/2024 | Goud     | Goud        | Brons  | Goud          | 6e         |

Wereldbekerzeges
| Nr.         | Datum            | Plaats      | Onderdeel           |
| Individueel | Individueel      | Individueel | Individueel         |
| ----------- | ---------------- | ----------- | ------------------- |
| 1.          | 10 januari 2019  | Oberhof     | 7,5 km sprint       |
| 2.          | 12 januari 2019  | Oberhof     | 10 km achtervolging |
| 3.          | 12 januari 2023  | Ruhpolding  | 15 km individueel   |
| 4.          | 26 november 2023 | Östersund   | 15 km individueel   |
| 5.          | 14 januari 2024  | Ruhpolding  | 10 km achtervolging |
| 6.          | 14 maart 2024    | Canmore     | 7,5 km sprint       |
| 7.          | 16 maart 2024    | Canmore     | 10 km achtervolging |
| Estafettes  |                  |             |                     |
| 1.          | 13 december 2015 | Hochfilzen  | 4x6 km estafette    |
| 2.          | 10 maart 2018    | Kontiolahti | Gemengde estafette  |
| 3.          | 16 december 2018 | Hochfilzen  | 4x6 km estafette    |
| 4.          | 30 november 2019 | Östersund   | Gemengde estafette  |